# Calciatore dell'anno (Bulgaria)
Il Calciatore bulgaro dell'anno (in bulgaro Футболист №1 на България?) è un premio calcistico assegnato dai giornali Futbol newspaper (1961-1975), Start newspaper (1975-1998), e dal 1999 dai due giornali, al miglior giocatore bulgaro dell'anno solare.

## Albo d'oro
- 1961 - Georgi Najdenov,  CSKA Sofia
- 1962 - Ivan Kolev,  CSKA Sofia
- 1963 - Aleksandăr Šalamanov,  Slavia Sofia
- 1964 - Nikola Kotkov,  Lokomotiv Sofia
- 1965 - Georgi Asparuhov,  Levski Sofia
- 1966 - Aleksandăr Šalamanov,  Slavia Sofia
- 1967 - Dimităr Penev,  CSKA Sofia
- 1968 - Simeon Simeonov,  Slavia Sofia
- 1969 - Hristo Bonev,  Lokomotiv Plovdiv
- 1970 - Stefan Aladžov,  Levski Sofia
- 1971 - Dimităr Penev,  CSKA Sofia
- 1972 - Hristo Bonev,  Lokomotiv Plovdiv
- 1973 - Hristo Bonev,  Lokomotiv Plovdiv
- 1974 - Kiril Ivkov,  Levski Sofia
- 1975 - Kiril Ivkov,  Levski Sofia
- 1976 - Božidar Grigorov,  Slavia Sofia
- 1977 - Pavel Panov,  Levski Sofia
- 1978 - Rumjančo Goranov,  Lokomotiv Sofia
- 1979 - Atanas Mihajlov,  Lokomotiv Sofia
- 1980 - Andrej Željazkov,  Slavia Sofia
- 1981 - Georgi Velinov,  CSKA Sofia
- 1982 - Radoslav Zdravkov,  CSKA Sofia
- 1983 - Stojčo Mladenov,  CSKA Sofia
- 1984 - Plamen Nikolov,  Levski Sofia
- 1985 - Georgi Dimitrov Georgiev,  CSKA Sofia
- 1986 - Borislav Mihajlov,  Levski Sofia
- 1987 - Nikolaj Iliev,  Levski Sofia
- 1988 - Ljuboslav Penev,  CSKA Sofia
- 1989 - Hristo Stoičkov,  CSKA Sofia
- 1990 - Hristo Stoičkov,  CSKA Sofia/ Barcellona
- 1991 - Hristo Stoičkov,  Barcellona

- 1992 - Hristo Stoičkov,  Barcellona
- 1993 - Emil Kostadinov,  Porto
- 1994 - Hristo Stoičkov,  Barcellona
- 1995 - Krasimir Balăkov,  Sporting Lisbona/ Stoccarda
- 1996 - Trifon Ivanov,  Rapid Vienna
- 1997 - Krasimir Balăkov,  Stoccarda
- 1998 - Ivajlo Jordanov,  Sporting Lisbona
- 1999 - Aleksandăr Aleksandrov,  Levski Sofia
- 2000 - Georgi Ivanov,  Levski Sofia
- 2001 - Georgi Ivanov,  Levski Sofia
- 2002 - Dimităr Berbatov,  Bayer Leverkusen
- 2003 - Stilijan Petrov,  Celtic
- 2004 - Dimităr Berbatov,  Bayer Leverkusen
- 2005 - Dimităr Berbatov,  Bayer Leverkusen
- 2006 - Martin Petrov,  Atlético Madrid
- 2007 - Dimităr Berbatov,  Tottenham
- 2008 - Dimităr Berbatov,  Manchester Utd
- 2009 - Dimităr Berbatov,  Manchester Utd
- 2010 - Dimităr Berbatov,  Manchester Utd
- 2011 - Nikolaj Mihajlov,  Twente
- 2012 - Georgi Milanov,  Liteks Loveč
- 2013 - Ivan Kamenov Ivanov,  Basilea/ Partizan
- 2014 - Vladislav Stojanov,  Ludogorec
- 2015 - Ivelin Popov,  Spartak Mosca
- 2016 - Ivelin Popov,  Spartak Mosca
- 2017 - Ivelin Popov,  Spartak Mosca
- 2018 - Kiril Despodov,  CSKA Sofia
- 2019 - Dimitar Iliev,  Lokomotiv Plovdiv
- 2020 - Dimitar Iliev,  Lokomotiv Plovdiv
- 2021 - Kiril Despodov,  Ludogorec
- 2022 - Kiril Despodov,  Ludogorec
- 2023 - Kiril Despodov,  PAOK